# Зицо II
Зицо II фон Кефернбург (на немски: Sizzo II von Käfernburg; † сл. 1075) е граф на Кефернбург в Тюрингия.

## Произход
Той е син на граф Зицо I фон Кефернбург († пр. 1005) и вероятно унгарската принцеса Хедвиг Арпад. Внук е на граф Зигер фон Кефернбург († сл. 1000) и правнук на граф Гюнтер I фон Кефернбург († 957) и Анна от Аскания. Брат е на граф Гюнтер II фон Кефернбург († 1062).

## Деца
Зицо II фон Кефернбург има един син:
- Гюнтер I фон Шварцбург/Гюнтер III фон Кефернбург († 1109/1114), I. граф на Шварцбург, женен за принцеса Мехтхилд Ярополковна Владимирская Туровский (* ок. 1076; † 1109)[3]